# Eremias intermedia
Eremias intermedia är en ödleart som beskrevs av Strauch 1876. Eremias intermedia ingår i släktet löparödlor, och familjen lacertider. Inga underarter finns listade i Catalogue of Life.
Arten förekommer i centrala Asien från Kazakstan i norr till Iran. Honor lägger ägg.